# Echipa națională de fotbal a Capului Verde
Echipa națională de fotbal a Capului Verde reprezintă Capul Verde în fotbal și este controlată de Federația de Fotbal a Capului Verde, forul ce guvernează fotbalul în Capul Verde. Nu s-a calificat la niciun turneu final.

## Campionate mondiale
- 1930 până în 1998 - nu a intrat
- 2002 până în 2010 - nu s-a calificat

## Cupa Africii
- 1957 până în 1992 - nu a intrat
- 1994 - nu s-a calificat
- 1996 - a renunțat
- 1998 - nu a intrat
- 2000 până în 2010 - nu s-a calificat

## Lotul actual
Următorii jucători au fost convocați pentru amicalul cu Portugalia
| Nr. | Poz. | Jucător      | Data nașterii (vârsta)        | Selecții | Club                 |
| --- | ---- | ------------ | ----------------------------- | -------- | -------------------- |
| 1   | P    | Jose Veiga   | 18 decembrie 1976 (48 de ani) | 11       | Macclesfield Town    |
| 2   | F    | Stopira      | 20 mai 1988 (36 de ani)       | 2        | Santa Clara          |
| 3   | F    | Varela       | 26 noiembrie 1987 (37 de ani) | 4        | Steaua               |
| 4   | M    | Guy Ramos    | 16 august 1985 (39 de ani)    | 5        | Dordrecht            |
| 5   | M    | Babanco      | 27 iulie 1985 (39 de ani)     | 6        | Boavista             |
| 6   | F    | Nando        | 9 iunie 1978 (46 de ani)      | 11       | Baník Ostrava        |
| 7   | F    | Vítor Moreno | 29 noiembrie 1980 (44 de ani) | 4        | União de Leiria      |
| 8   | M    | Dário        | 14 ianuarie 1979 (46 de ani)  | 6        | Sporting da Praia    |
| 9   | M    | Nhuck        | 14 noiembrie 1988 (36 de ani) | 3        | Fátima               |
| 10  | A    | Dady         | 13 august 1981 (43 de ani)    | 26       | Bucaspor             |
| 11  | M    | Lito         | 3 februarie 1975 (50 de ani)  | 55       | Académica de Coimbra |
| 12  | P    | Fock         | 25 iulie 1982 (42 de ani)     | 4        | Mindelense           |
| 13  | M    | Valter       | 9 noiembrie 1988 (36 de ani)  | 4        | Santa Clara          |
| 14  | M    | Ton Tavares  |                               | 2        |                      |
| 15  | F    | Nhambú       |                               | 4        | Mindelense           |
| 16  | M    | Toni Varela  | 13 iunie 1986 (38 de ani)     | 2        | RKC Waalwijk         |
| 19  | F    | Ricardo      | 19 august 1980 (44 de ani)    | 3        | Paços de Ferreira    |
| 20  | M    | Marco Soares | 6 iunie 1984 (40 de ani)      | 10       | União de Leiria      |
| 21  | A    | José Semedo  | 26 decembrie 1979 (45 de ani) | 2        | Apollon Limassol     |

## Antrenori
- Carlos Alhinho (2003–2006)[2]
- Ze Rui (2006)[3][4]
- Ricardo da Rocha (2007)[4][5]
- João de Deus (2008–2010)[6]
- Lúcio Antunes (2010–Prezent)[7]